# Chlorochaeta syndyas
Chlorochaeta syndyas är en fjärilsart som beskrevs av Louis Beethoven Prout 1916. Chlorochaeta syndyas ingår i släktet Chlorochaeta och familjen mätare. Inga underarter finns listade i Catalogue of Life.